# Sommer-Paralympics 2024/Teilnehmer (Burundi)
| stlisierte Goldmedaille | stlisierte Silbermedaille | stlisierte Bronzemedaille |
| ----------------------- | ------------------------- | ------------------------- |
| —                       | —                         | —                         |

Burundi entsandte für die Paralympischen Spiele 2024 in Paris zwei Leichtathleten.

## Teilnehmer

### Leichtathletik
| Athleten             | Klassifizierung | Wettbewerb | Vorlauf          | Vorlauf | Finale           | Finale        | Rang |
| Athleten             | Klassifizierung | Wettbewerb | Zeit             | Rang    | Zeit             | Rang          | Rang |
| -------------------- | --------------- | ---------- | ---------------- | ------- | ---------------- | ------------- | ---- |
| Frauen               |                 |            |                  |         |                  |               |      |
| Adéline Mushiranzigo | T47             | 400 m      | 1:19,78 min (SB) | 13      | ausgeschieden    | ausgeschieden | 13   |
| Männer               |                 |            |                  |         |                  |               |      |
| Rémy Nikobimeze      | T46             | 1500 m     | —                | —       | 4:10,69 min (SB) | 14            | 14   |

SB: Persönliche Saisonbestleistung